# Madeleine - In de Moulin de la Galette

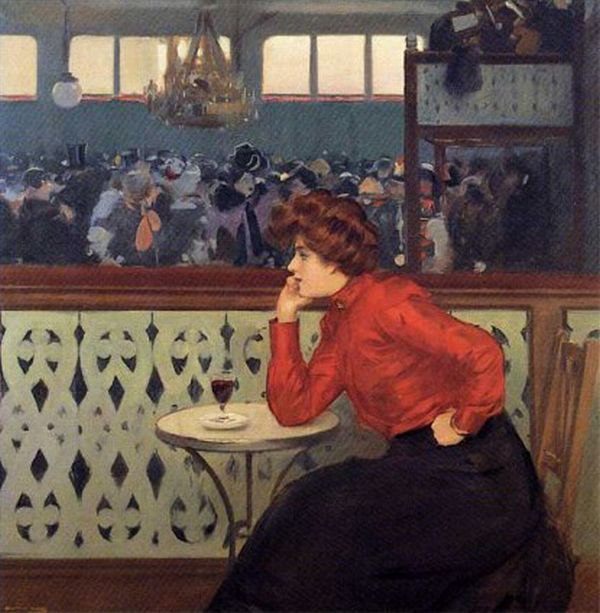
Latere versie van Moulin de la Galette

Madeleine - In de Moulin de la Galette is een schilderij van de Spaanse kunstschilder Ramon Casas uit 1892, olieverf op doek, 117 x 90 centimeter groot. Het toont een bezoekster van de Parijse uitgaansgelegenheid nabij de Moulin de la Galette op Montmartre (Parijs). Het schilderij bevindt zich thans in het abdijmuseum van het Klooster van Montserrat in Catalonië.

## Context
Casas werd geboren in een rijke, welvarende familie. De sociaal maatschappelijke vraagstukken die zich aan het einde van de negentiende eeuw aandienden in Catalonië lieten hem echter niet onberoerd. Hij werd sterk beïnvloed door individualistische en antitraditionele intellectuelen uit zijn omgeving, met wortels in het anarchisme. Reeds in zijn tienerjaren leverde hij bijdragen aan het progressieve tijdschrift L'Avenc. Samen met zijn vriend Santiago Rusiñol stelde hij zich tot doel de traditionele Catalaanse kunst te vernieuwen richting het modernisme en vertrok daarvoor in 1885 naar Parijs. Met Rusiñol, Ramon Canudas en Miquel Utrillo deelde hij daar een woning in Montmartre, boven de Moulin de la Galette. In de daaropvolgende jaren zou zijn werk sterk beïnvloed worden door Toulouse-Lautrec, Steinlen en Forain. Samen met hen zou hij regelmatig schilderen in het uitgaansleven van Montmartre. Uit deze vroege periode dateert ook zijn schilderij Madeleine - In de Moulin de la Galette, dat nog duidelijk sporen van een zekere sociale geëngageerdheid met de lagere sociale klassen verraadt. Later zou hij vooral ook naam verwerven als goedbetaald societyschilder, met name in Barcelona en Parijs.

## Afbeelding
Madeleine - In de Moulin de la Galette dateert uit 1892, toen Casas net erkenning en bekendheid begon te krijgen, in Parijs maar ook internationaal. Het portret is kenmerkend voor zijn stijl in die periode, die sterk beïnvloed werd door het impressionisme en het postimpressionisme. Het rood van het haar van de jonge vrouw past bij de krachtige kleur van haar blouse en het drankje. Deze felheid contrasteert evenwel met het wit van haar rok en de muur. De weerspiegeling van het drukke café-gebeuren in de spiegel aan de wand contrasteert met de solitaire positionering van de vrouw, alleen gezeten aan een tafeltje aan de rand van de uitgaansgelegenheid. De sigaar in haar rechterhand vormt daarbij een opvallend detail. Het geeft het werk een sterk melancholische ondertoon. Typerend voor Casas is de onbepaaldheid van haar gezichtsuitdrukking: onduidelijk is of ze zich verveelt, verlegen is, of terneergeslagen. De kunstenaar laat de invulling geheel aan de kijker.
In 1902 zou Casas op dezelfde locatie nog een tweede versie van het werk schilderen, als een soort afsluiting van zijn impressionistische periode, eveneens met een vrouw alleen aan een tafeltje. De psychologische kracht van dat werk is echter duidelijk minder dan in zijn Madeleine - In de Moulin de la Galette.

## Madeleine
De jonge vrouw op het hier besproken schilderij draagt de naam Madeleine de Boisguillaume (1873-1944). Ze was een beginnend toneelactrice en stond begin jaren 1890 vaker model voor Casas, wiens muze ze toen was. Ook poseerde ze meerdere malen voor Toulouse-Lautrec, Rusiñol en diverse andere schilders op Montmartre. Later kreeg ze een verhouding met de mondaine schrijver Édouard Dujardin, van wie ze in 1896 een zoon kreeg, maar die haar korte tijd later weer verliet. De Spaanse kunsthistoricus Palau Ribes Mercedes maakte in 2013 een televisiedocumentaire waarin hij haar leven reconstrueerde aan de hand van teruggevonden correspondentie en herinneringen van haar kleindochter. Hij zet haar neer als een sensibele en intelligente vrouw met diepgang.

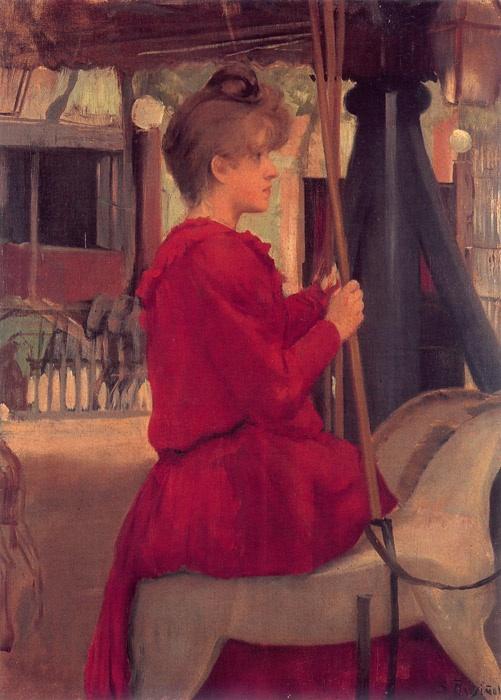
Portret van Madeleine door Rusiñol
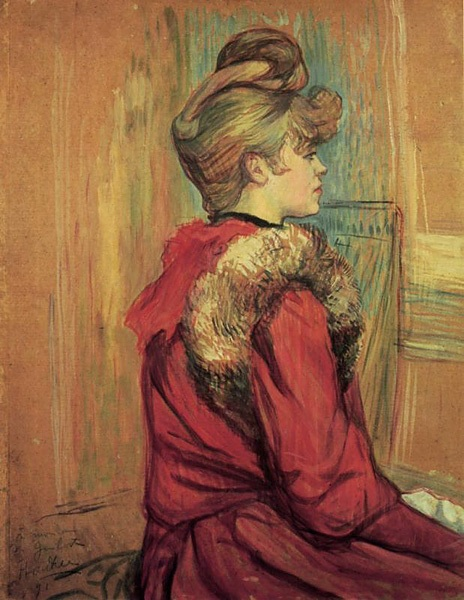
Portret van Madeleine door Toulouse-Lautrec
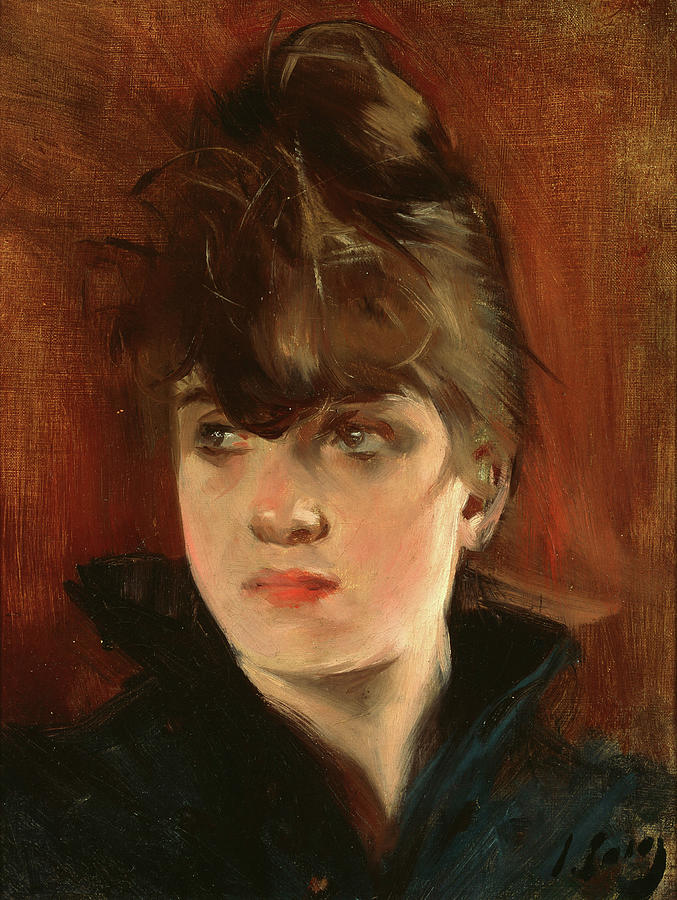
Eerder portret door Casas, getiteld Bezoekster van de Moulin de la Galette